# Aechmea corymbosa
Aechmea corymbosa là một loài thực vật có hoa trong họ Bromeliaceae. Loài này được (Mart. ex Schult. & Schult.f.) Mez mô tả khoa học đầu tiên năm 1892.